# Plestiodon bilineatus
Plestiodon bilineatus (мексиканський коротконосий сцинк) — вид сцинкоподібних ящірок родини сцинкових (Scincidae). Ендемік Мексики.

## Поширення і екологія
Мексиканські коротконосі сцинки мешкають на тихоокеанских схилах Західної Сьєрра-Мадре в штатах Чіуауа, Дуранго і Халіско. Вони живуть в сосново-дубових лісах.